# Certaldo
Certaldo – miejscowość i gmina we Włoszech, w regionie Toskania, w prowincji Florencja. Miejsce urodzenia i śmierci, a także pochówku Boccaccia. Słynie z cebuli o smaku niespotykanym nigdzie, dlatego cebula jest w herbie i na szyldach sklepów.
Atrakcją turystyczną jest wyjazd kolejką linową do górnej części miasta.
Według danych na rok 2004 gminę zamieszkiwały 15 642 osoby, 208,6 os./km².

## Miasta partnerskie
- Neuruppin, Niemcy
- Kanramachi, Japonia
- Canterbury, Wielka Brytania